# Jean Antoine Théodore de Gudin

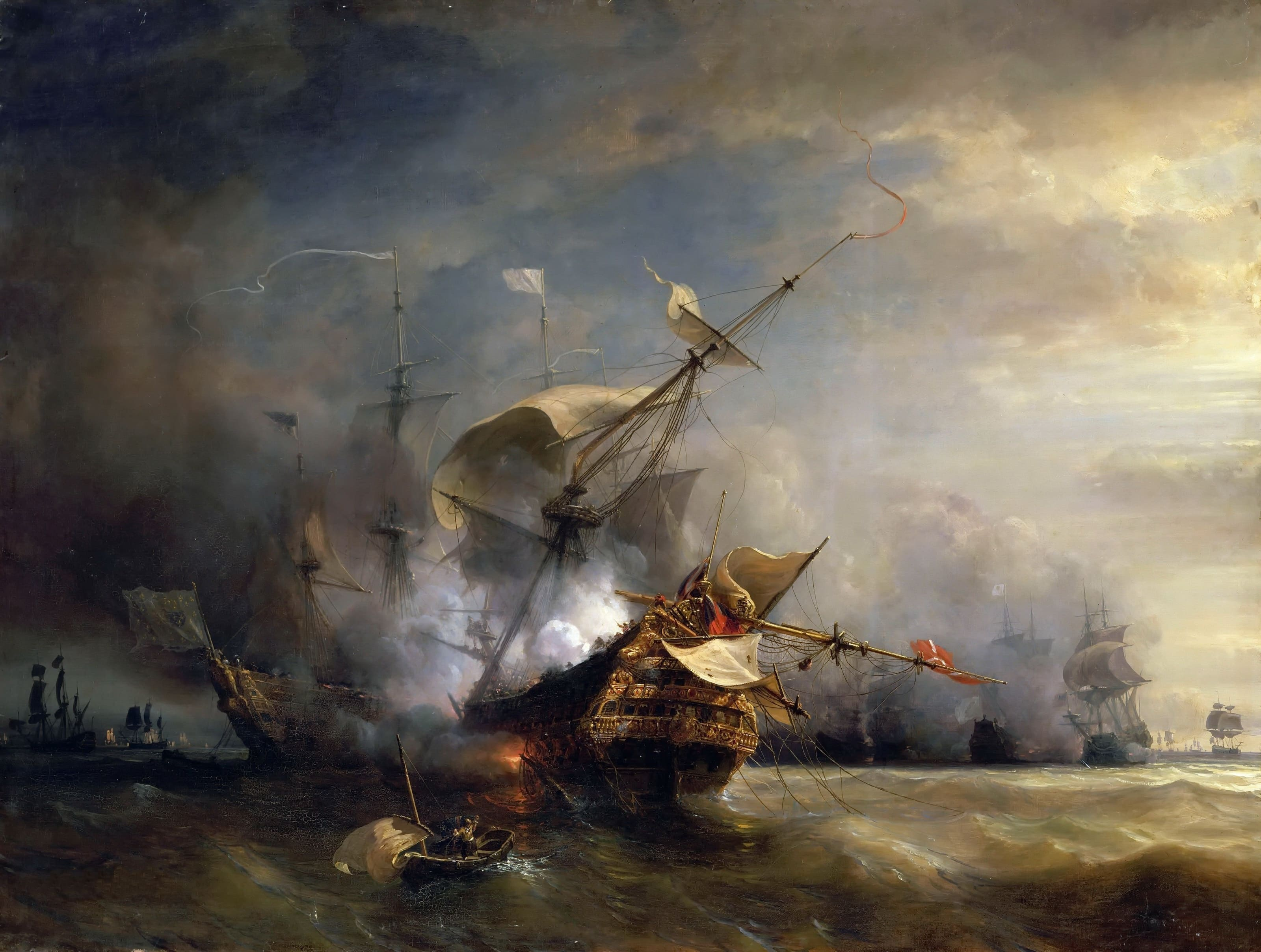
Batalla de Llangardaix (1707)

Jean Antoine Théodore de Gudin (París, 15 d'agost de 1802 – Boulogne-sur-Seine, 11 d'abril de 1880) fou un pintor francès del segle xix, nascut a París. Sobretot pintava escenes navals, i va ser deixeble de Girodet-Trioson. Gudin esdevingué un dels primers pintors de la Marina francesa, a la cort de Lluís Felip d'Orleans i de Napoleó III.